# Snickar Andersson och jultomten
Snickar Andersson och jultomten (norska: Snekker Andersen och Julenissen) är en norsk barnfilm från 2016. Filmen bygger på Alf Prøysens julsaga med samma namn och regisserades av Terje Rangnes. Trond Espen Seim och Anders Baasmo spelar huvudrollerna som snickar Andersen och jultomten.
Filmen nominerades till bästa barnfilm och folkets Amanda vid Amandaprisen 2017.
2019 kom en uppföljare med titeln Snickare Andersson och Jultomten: byn som glömde julen.

## Handling
Snickar Andersson älskar julen mer än någon annan högtid och han gör allt för att hans familj varje år ska få uppleva en riktig jul. När han en dag går ut i skogen för att hugga sig en julgran träffar han på den riktiga jultomten.

## Rollista
| Roll               | Skådespelare                 | Svensk röst               |
| ------------------ | ---------------------------- | ------------------------- |
| Snickar Andersson  | Trond Espen Seim             | Figge Norling             |
| Jultomten          | Anders Baasmo                | Anders Öjebo              |
| Fru Andersson      | Ingeborg Sundrehagen Raustøl | Annika Herlitz            |
| Tomtemor           | Johanna Mørck                | Johanna Landt             |
| Karl               | Thias Salberg                | Hjalmar Lundblad Karlsson |
| Sverre             | Anders Pedersen              | Edvin Ryding              |
| Tone               | Ella Lockert                 | Alva Kedhammar            |
| Stora Tomtebarnet  | Jan Oskar Juvkam Wiedom      |                           |
| Mellan Tomtebarnet | Rebecca Skogly               | Valerie Tocca             |
| Lilla Tomtebarnet  | Philip Lubbock-Myrseth       | Hannes Duberg             |
| Farmor Andersson   | Ann Carnarius Elseth         | Annica Smedius            |
| Farfar Andersen    | Thor Michael Aamodt          |                           |
| Gammeltomten       | Erik Hivju                   | Adam Fietz                |
| Brevbäraren        | Dag Håvard Engebråten        | Tomas Åkvik               |
| Olaf               | Joe Lewis                    |                           |
| Berättaren         |                              | Anders Byström            |

- Översättare – Mediaplant
- Regissör och inspelningstekniker – Henrique Larsson
- Mixtekniker – John Strandskov
- Svensk version producerad av BTI Studios[24]